# Young M.A
Young M.A, de son vrai nom Katorah Kasanova Marrero, née le 3 avril 1992 dans le borough de Brooklyn à New York, est une rappeuse américaine d'origine portoricaine.
Elle accède à la célébrité par son titre OOOUUU accumulant plus de 428 millions de vues sur YouTube.

## Biographie
Young MA aka Katorah Marrero est née le 3 avril 1992 à Brooklyn, dans l’est de New York, un quartier résidentiel situé dans la partie est de l’arrondissement de Brooklyn.
Alors qu'elle n'a qu'un an, son père est condamné à une peine de 10 ans d'emprisonnement. Sa mère Latifa va l'élever, et décide d'emménager à Chesterfield, en Virginie, afin que ses enfants soient à l'abri de la violence des quartiers de New York.

### Carrière
En 2013, elle fonde son propre studio et travaille avec des producteurs locaux, elle publie ses premiers titres Levels, Kold World, et OG Bobby Johnson sur sa chaîne personnelle YouTube
En 2014, elle commence à se faire connaitre par un titre Brooklyn Chirag.
La sortie de son single Ooouuu en 2016 marque un tournant dans le monde du rap, dans lequel une femme homosexuelle s'affirme pour la première fois. C'est aussi un immense succès. Grâce à ce single Young M.A accède à la notoriété, et est repéré par Eminem, pour une future potentielle collaboration. Le single est d'ailleurs samplé par ce dernier dans le titre The Ringer sur l'album Kamikaze.
En 2020, elle apparait en featuring dans l'album Music To Be Murdered By de Eminem sur le titre Unaccommodating, ce qui accroit encore un peu plus sa notoriété.
Young M.A est la fondatrice de la KWEENZ Foundation. La KWEENZ Foundation « aide les personnes vivant dans son quartier d’East New York à surmonter le chagrin et les traumatismes liés à la perte d’un être cher. »

## Discographie

### Mixtapes
- 2015 : M.A The Mixtape
- 2015 : Sleep Walkin'

### Singles
- 2014 Girlfriend
- 2015 Body Bag
- 2016 Ooouuu (en)
- 2016 Hot Sauce
- 2017 Walk
- 2018 Praktice
- 2018 PettyWap

### Albums
- 2017 Herstory
- 2019 Herstory in the making
- 2020 Red Flu
- 2021 Off the Yak

## À voir aussi